# Máximo Cortés

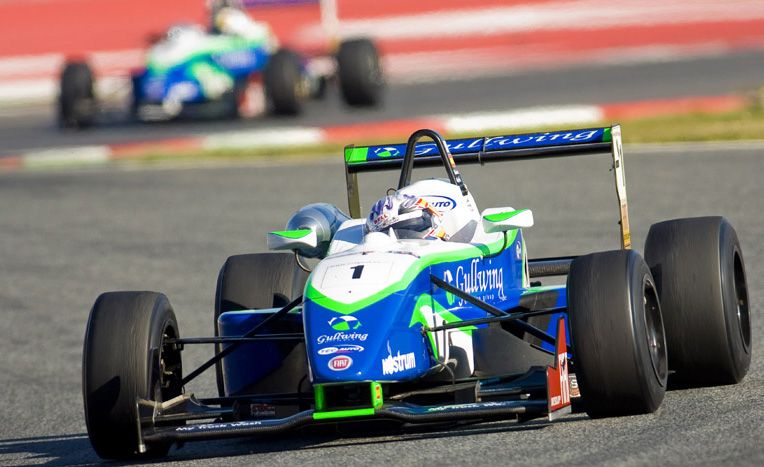
Cortés in actie in 2007

Máximo Cortés (Móstoles, Madrid, 13 april 1988) is een Spaans autocoureur.

## Carrière

### Formule 3
Na zijn eerste succesvolle seizoen in de Master Junior Formula, waarin hij het seizoen als tweede eindigde, promoveerde Cortés naar het Spaanse Formule 3-kampioenschap in 2006 met het Spaanse team Escuderia TEC-Auto. Een sterke derde plaats in de stand in zijn eerste seizoen bombardeerde hem als titelkandidaat voor het volgende seizoen.
Cortés ging door met Escuderia TEC-Auto in 2007. Tijdens het seizoen behaalde hij negen podia, inclusief zes overwinningen, waarmee hij de titel pakte met slechts vier punten voorsprong op zijn teamgenoot Marco Barba..

### Formule Renault 3.5 Series
In 2008 tekende Cortés voor Pons Racing om deel te nemen aan de Formule Renault 3.5 Series naast zijn voormalig Spaans Formule 3-teamgenoot Marcos Martínez.
Na slechts 7 races in het kampioenschap werd Cortés vervangen door Aleix Alcaraz door financiële problemen,, tijdens zijn korte stint in het kampioenschap finishte hij tweemaal in de punten, met een zevende plaats op Spa als beste resultaat.

### Superleague Formula
In de ronde op Portimão in 2010 vervangt Cortés zijn landgenoot Andy Soucek in de Superleague Formula bij Sporting CP.